# Josef Meixner
Josef Meixner, född 24 april 1908 i Percha i Starnberg, död 19 mars 1994 i Aachen, var en tysk teoretisk fysiker.
Meixner studerade 1926–1931 matematik och fysik vid universitetet i München, där han avlade den statliga examen för högre utbildning i dessa ämnen under april 1931. I juni samma år disputerade han för Arnold Sommerfeld i teoretisk fysik med en avhandling om Schrödingerekvationen.
Han arbetade därefter som forskningsassistent vid universitetet i München, och från 1934 som forskningsassistent vid institutet för teoretisk fysik vid universitetet i Giessen. Där kvalificerade han sig som docent år 1936 och blev lektor i teoretisk fysik. Efter olika professurer, inklusive vid Berlins tekniska universitet, blev han utnämnd som extraordinär professor i teoretisk fysik vid RWTH Aachen den 1 december 1942. År 1948 befordrades han till professor, och undervisade och forskade där fram till sin pensionering 1974.
Meixner är känd främst för de speciella funktioner i matematisk fysik som namnges efter honom (Meixnerpolynomet, Meixner-Pollaczek-polynomet) och för hans arbete på sfäroidfunktioner och Mathieufunktioner. Han befattade sig bland annat med termodynamikens irreversibla processer, och publicerade 1943 viktiga tidiga arbeten. På 1950-talet redigerade han tillsammans med Fritz Bopp på begäran av sin lärare Sommerfeld de nya utgåvorna av Sommerfelds berömda föreläsningar om teoretisk fysik.